# Ryjownik
Ryjownik (Paracrocidura) – rodzaj ssaków z podrodziny zębiełków (Crocidurinae) w obrębie  rodziny ryjówkowatych (Soricidae).

## Występowanie
Rodzaj obejmuje gatunki występujące w Afryce.

## Morfologia
Długość ciała (bez ogona) 65–97 mm, długość ogona 33–48 mm, długość ucha 4–8 mm, długość tylnej stopy 10–16 mm; masa ciała 7–21 g.

## Systematyka
Rodzaj zdefiniował w 1956 roku francuski zoolog Henri Heim de Balsac na łamach Revue de Zoologie et de Botanique Africaines. Na gatunek typowy Heim de Balsac wyznaczył (oryginalne oznaczenie) ryjownika mniejszego (P. schoutedeni).

### Etymologia
Paracrocidura:  gr. παρα para ‘blisko’; rodzaj Crocidura Wagler, 1832 (zębiełek)

### Podział systematyczny
Do rodzaju należą następujące gatunki:
- Paracrocidura maxima Heim de Balsac, 1959 – ryjownik duży
- Paracrocidura schoutedeni Heim de Balsac, 1956 – ryjownik mniejszy
- Paracrocidura graueri Hutterer, 1986 – ryjownik górski